# Ruth Poelzig
Ruth Poelzig (* 24. Februar 1904 in Breslau; † 29. Dezember 1996 in Mainz-Gonsenheim) war eine deutsche Schauspielerin.

## Leben und Wirken
Die Tochter des berühmten Architekten und Filmarchitekten Hans Poelzig hatte bereits als Jugendliche über ihren Vater Kontakte zur Film- und Theaterbranche geknüpft. Berthold Viertel war in den 1920er Jahren in Dresden ihr künstlerischer Ausbilder. Ihren Einstand gab Poelzig in Kassel, es folgten (in der Zeit des Nationalsozialismus) Verpflichtungen in die deutsche Provinz (Plauen, Gotha-Sondershausen, Remscheid). Weitere Theaterstationen waren Halberstadt, Zürich, Darmstadt, Berlin, Lübeck und Hamburg.
Im Jahr 1929 war Ruth Poelzig mit Werner Finck auch an der Gründung des Kabaretts Die Katakombe beteiligt. Zum Fernsehen stieß Ruth Poelzig, die nie fürs Kino gearbeitet hatte, bereits in den 50er Jahren. Vor allem in diesem Jahrzehnt spielte die füllige Künstlerin eine Reihe von Nebenrollen, blieb aber bis in die frühen 70er Jahre aktiv.
Ruth Poelzig war mit dem ZDF-Journalisten Heinrich Ockel verheiratet.

## Filmografie
- 1956: Thérèse Raquin
- 1957: Ein Ausgangstag
- 1957: Die Gangster von Valence
- 1957: Die unentschuldigte Stunde
- 1957: Gäste im Haus
- 1957: Der Tod des Sokrates
- 1959: Das letzte Aufgebot
- 1972: Alle reden von Liebe